# Причард, Катарина Сусанна
Катарина Сусанна Причард (англ. Katharine Susannah Prichard; 4 декабря 1883, Левука, Фиджи — 2 октября 1969, Гринмаунт близ Перта) — австралийская писательница-коммунистка. В её честь назван кратер Причард на Венере.

## Биография
Катарина Сусанна Причард родилась 4 декабря 1883 года в городке Левука на островах Фиджи. Училась в Мельбурне. Образование получила в Южно-Мельбурнском женском колледже. Была журналисткой.
Одна из учредителей и постоянный член Коммунистической партии Австралии с 1920 года. В 1933 посетила СССР, по материалам поездки опубликовала книгу очерков «Подлинная Россия» (1935). Во время визита Катарины Причард в Советский Союз её муж, Хьюго Тросселл, разорившийся в результате всемирного экономического кризиса, покончил жизнь самоубийством. Известна также как глава комитета, боровшегося против депортации из Австралии коммуниста-антифашиста Эгона Эрвина Киша.
Стала одним из создателей реалистического романа в Австралии. Утверждение права простого человека на счастье составляет сущность гуманизма её романов «Пионеры» (1915), «Чёрный опал» (1921), «Погонщик волов» (1926), «Кунарду» (1929), «Цирк Хэксби» (1930), основными героями которых выступает народ и его характерные, ярко обрисованные представители. Трилогия «Девяностые годы» (1946), «Золотые мили» (1948), «Крылатые семена» (1950) отличается эпической широтой охвата общественной жизни, документальностью, публицистической заострённостью. Писала также новеллы, стихи, пьесы, литературно-критические эссе, мемуары.
Умерла 2 октября 1969 года в Гринмаунте (англ.) близ Перта (Западная Австралия).

## Образ в кино
- В фильме «Блеск» (1996) роль Катарины Причард исполнила 79-летняя актриса Гуги Уитерс.